# Яйце (міфологія)

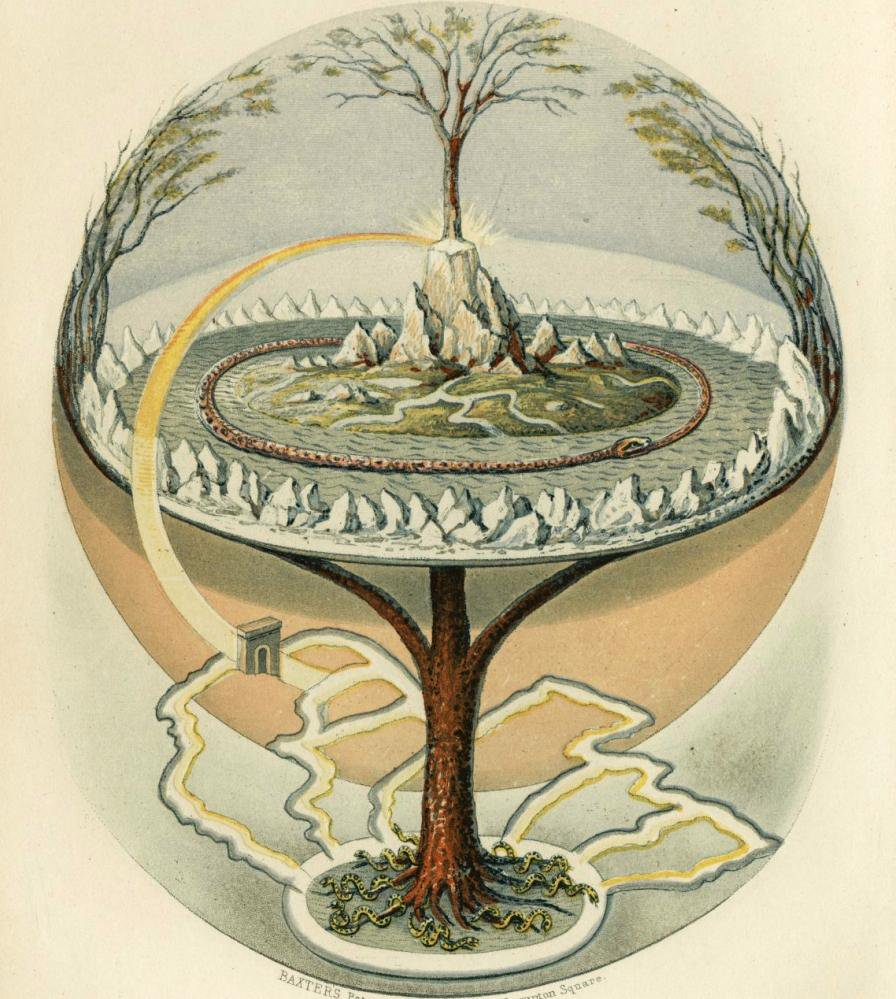
Іґдрассиль

Яйце — символ зародження Всесвіту, Сонця з його весняним відродженням, життя та його безсмертя й воскресіння. У міфах багатьох народів світу саме яйце є світотворчим початком.
У багатьох народів існує поняття світового або космічного яйця, з якого народжується Всесвіт. Одна половина яйця стає небом, інша — землею, а жовток — сонцем. «Різні народи світу шанували яйце і мали власну атрибутику його возвеличення. Яйце прикрашали і в Давньому Єгипті, Греції, Римі, Стародавньому Китаї. Індійськими племенами навколо нього було створено безліч міфів і легенд. Та, мабуть, жоден з народів не доніс до сьогодення свої автохтонні графічні уявлення про життя так виразно, як український» писав Єраст Біняшевський. Образ світового яйця і птаха притаманні ассиро-вавилонським, фінійським, кельтським міфам.
В індійській космогонії космічне яйце знесла божественна птиця на споконвічні води. Із світового яйця з'являється творець усього живого Праджапаті, якого пізніше почали ототожнювати з Брахмою.
У слов'ян яйце було символом сонячного культу, зародження життя, символ бога сонця. Звичай зустрічі весни був пов'язаний з поверненням птахів. Птахи — це вісники весни, пробудження та відродження до нового життя природи. Птахи перебуваючи «у небі», несуть людям утіху від сонця, а в собі носять яєчко — емблему сонця-життя, народження, воскресіння. Тому наші пращури надзвичайно їх шанували. Існує думка, що первісно галунки розписувались на яйцях летючих птахів, таких, як бузьки, журавлі та гуси, які на своїх крилах приносили людям сонячне тепло, гніздилися біля людських обійсть, висиджували пташенят, які знову ж здатні були виношувати в собі велику життєдайну і чарівну силу сонця. Досі збереглись у писанкових орнаментах їхні «крильця» та «лапки». Далеко пізніше, наші предки почали розписувати курячі яйця, пов'язуючи їх з культом Сонця, адже півень першим сповіщає про його прихід. Також яйце посідало важливе місце у ритуалах родючості. Звідси писанка у Великдень є символом родючості. В давнину воно символізувало — добро, радість, щастя, любов, достаток.
У Стародавньому Єгипті воно символізувало потенційну можливість, сім'я зародження, таїну життя.
Якщо заглянути до єгипетської міфології, то там знаходимо одного з єгипетських богів, що мав пряме відношення до яйця на ім'я Пта, або Патах, що близьке до звучання українського Птах. На одному із збережених барельєфів, Пта тримає в одній руці яйце, а із підпису, під ним, дізнаємося, що дане яйце зображує сонце. Другий напис говорить, що Пта котить своє яйце по небу.
За свідченням Геродота, єгиптяни вірили, що бог Озіріс закрив у яйці 12 білих пірамід, які повинні приносити людству щастя і благодать, але брат Озіріса і його суперник Тіфон, потай відкрив яйце і закрив у нього біля білих ще 12 чорних пірамід. Звідси, щастя у житті людей переплелось з горем. Священним знаком Озіріса є крилатий диск сонця, який має витягнену форму і більше подібний до яйця, ніж до сонця. Крім того, дуже часто багатьма єгипетськими емблемами є священний знак птаха, тіло якого зображене у вигляді яйця з крилами, лапками і головою. Чи не нагадує це нам українських різдвяних птахів, виготовлених з яйця та оздоблених паперовими чи солом'яними крильцями та голівкою?
У Китаї вважали, що перша людина з'явилася з яйця, що впало з неба у воду, котра покривала землю. Також у звичаях китайців є ритуальне використання фарбованих яєць, пов'язаних з когутом, який щоранку співає гімн Сонцю.
Грецькі філософи — орфіки мали декілька варіантів космології й теології. За одним з них спочатку був час, потім з'явились Земля і порожнеча. Небо зліпило срібляне яйце, з якого народився Фанет — він же Фанес /світло або любов — Ерос/, божественний творець орфиків.
У грецькій міфології з образом яйця пов'язаний один із поетичних міфів про Леду та Зевса.
У християнській символіці яйце може означати непорочне народження, життя та воскресіння.
Писанка стала символом радості і віри у Воскресіння Ісуса Христа як символу всепрощення.

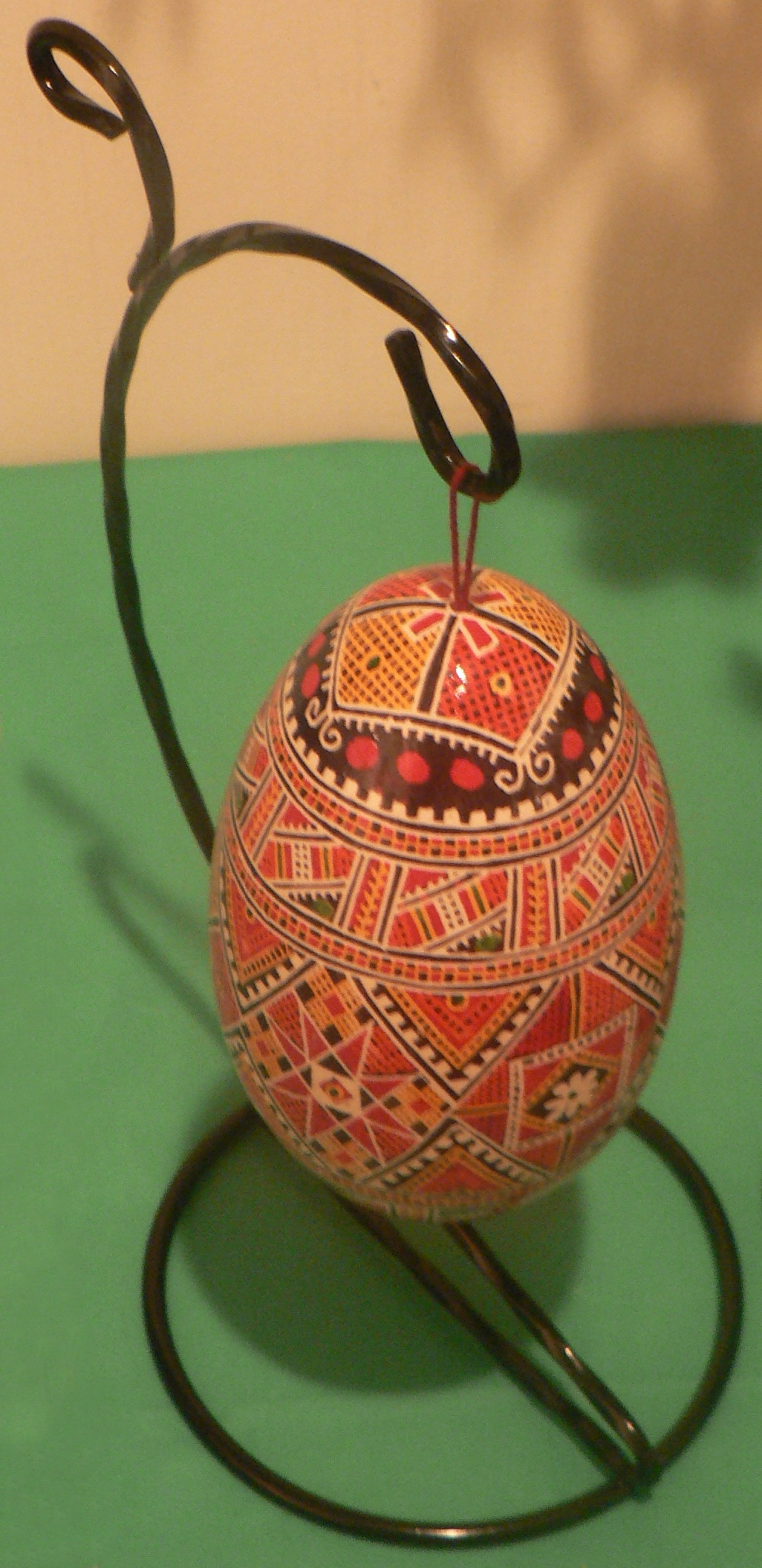
Писанка — символ вічного життя

В Україні до культу родючості з давніх часів належить звичай розмальовувати курячі або декоративні яйця — писанки. Писанка багата символічними образами. Кожний регіон України має свої особливості у визначенні кольорів та орнаментів, тобто свою власну символіку. У християнську добу всі ці символічні мотиви пов'язувалися з Великоднем З яйцем зв'язана віра про те, що ним можна начарувати добрий урожай. Так, в деяких областях України, на Великдень селяни ставили на стіл в посудині пшеницю, в яку ховали свячене яйце. Тримали цю пшеницю до посіву. Дуже часто в мішок із зерном, яке мали сіяти, теж клали яйце, а на Херсонщині, перед посівом конопель, їли варені яйця, щоб зернята конопель були великими та повними. На Вознесіння прийнято було іти з писанками та крашанками у поле, засіяне житом та пшеницею. Щоб запобігти неврожайності, щоб колосся було повним, високим, не злягло від вітрів, дощів та граду, селяни підкидали догори писанки, закликаючи до помочі Сонце. Щоб гарно родився хліб, на Харківщині, крашанки закоповували на ниві, а в Чехії, щоб земля була родючою закопують в неї шкаралупу від великодніх яєць.
Яйце — не тільки джерело родючості землі, але й різних щедрот. Воно дає людині не лише необхідність, а й багатство. Про це йдеться в народних казках. Миша і горобець ділилися просом і почали бійку, в неї влізли всі звірі і птахи та за допомогою людини птах виграв і нагородив людину яйцем, в якому було ціле царство. Відомі всім казки під назвами «Яйце-Райце», «Яйце-бильце», «Курочка ряба» та інші. З іншого боку яйце є добрим і надійним оберегом особливо від різних напастей та стихій: грому, блискавки, граду, а також пожежі. Можна назвати багато прикладів, пов'язаних саме з такою обереговою функцією яйця. Сила оберегу, що закрита в яйці, особливо активно дієва у відношенні захисту домашніх звірів, приплоду та самої людини.
До символу відродження та безсмертного життя належить і звичай насипати могили овальної форми у вигляді яйця, який розповсюджений у багатьох теренах України.